# 卡多雷地区圣维托
卡多雷地区圣维托（義大利語：San Vito di Cadore）是意大利威尼托大区贝卢诺省的一个市镇。总面积61平方公里，人口1851人，人口密度30.3人/平方公里（2009年）。国家统计（ISTAT）代码为025051。

## 友好城市
- 義大利阿方西内 1988年